# 関西もっといい旅
『関西もっといい旅』（かんさいもっといいたび）は、NHK大阪放送局など、関西圏のNHK各放送局が放送していた紀行番組。

## 放送時間
- 毎月最終週金曜日 19:30～19:55（本放送）
- 土曜日 17:30〜17:55（再放送）※大相撲中継期間中は中止。
- 月曜日 11:05〜11:30（再放送）

## 番組概要
関西各地の四季折々の風景やその地域に住む人々の暮らしなどをNHK関西圏のアナウンサーやレポーターが取材して紹介する番組。2012年3月で終了し、以後は20時からの毎週放送『えぇトコ』に事実上委譲。

## 備考
- この番組は1980年代に放送された『ちょっといい旅』のリメイク版

## 関連番組
- 小さな旅
- 西日本の旅